# Sammichele di Bari

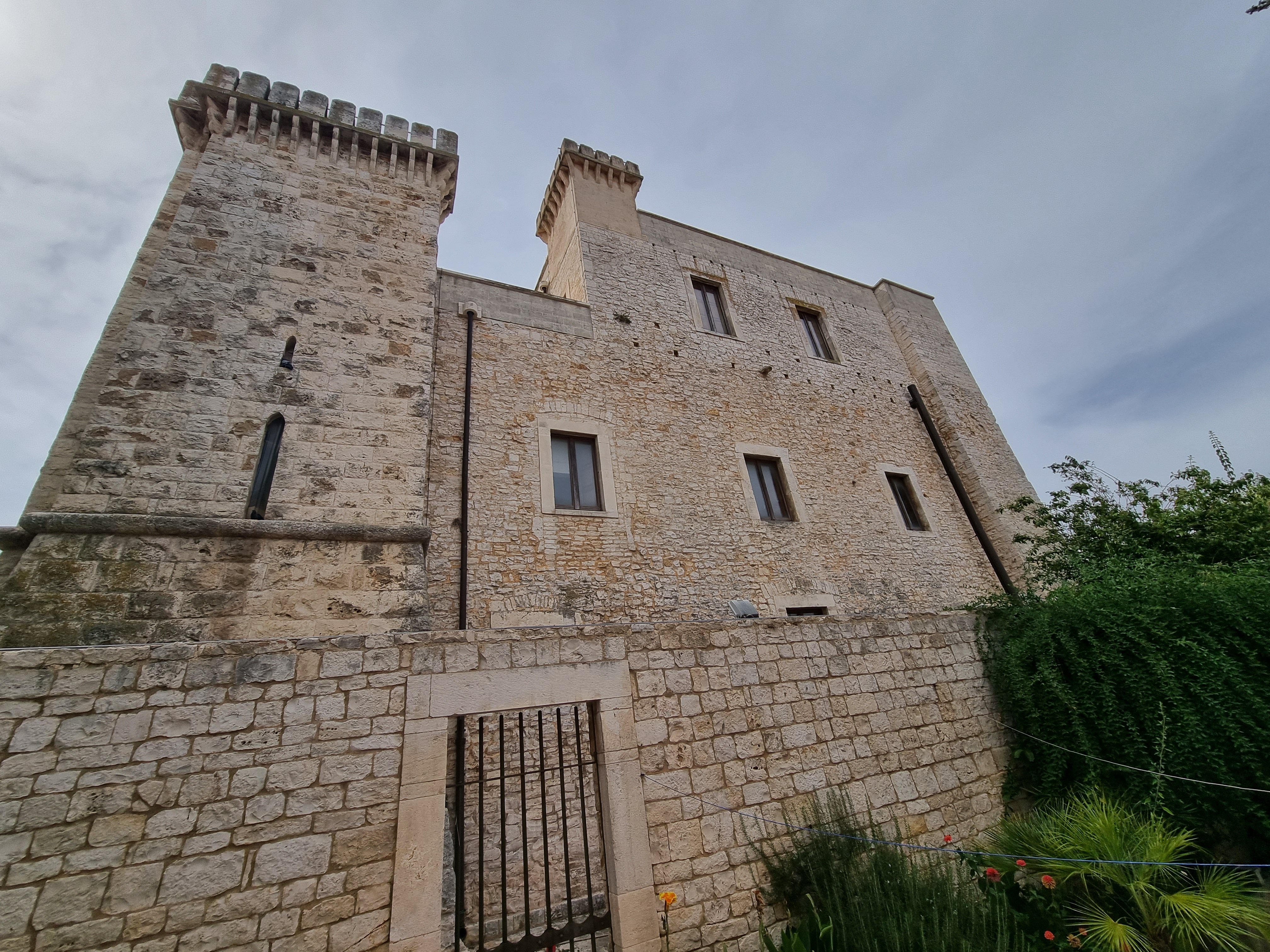

Sammichele di Bari (im örtlichen Dialekt: Sammcchel oder U Casal) ist eine südostitalienische Gemeinde (comune) in Apulien.

## Geografie
Die Gemeinde hat 5966 Einwohner (Stand 31. Dezember 2023). Sie liegt in der Metropolitanstadt Bari, etwa 28 Kilometer südsüdöstlich von Bari in der Murgia.

## Geschichte
Zwei Menhire deuten darauf hin, dass bereits in der Bronzezeit Menschen hier siedelten. Schriftlich erwähnt wird die Siedlung Frassineto allerdings erst im 12. Jahrhundert.

## Wirtschaft und Verkehr
Die Gemeinde wird durch den Oliven-, Obst- und Weinanbau (insbesondere für den Primitivo) geprägt.
Durch die Gemeinde führt die Strada Statale 100 di Gioia del Colle von Bari nach Tarent.
Die Gemeinde besitzt einen Bahnhof an der Bahnstrecke Bari–Martina Franca–Taranto.

## Belege
1. ↑  Bilancio demografico e popolazione residente per sesso al 31 dicembre 2023. ISTAT. (Bevölkerungsstatistiken des Istituto Nazionale di Statistica, Stand 31. Dezember 2023).